# André-Charles Boulle
André-Charles Boulle (París, 11 de novembre de 1642 - ídem, 29 de febrer de 1732) va ser un ebenista, escultor i decorador francès. Va destacar especialment en el camp de la marqueteria, portant la seva fama a donar nom a un tipus d'incrustació, coneguda amb el nom de Boulle.

## Biografia
Boulle va néixer en una família catòlica franco - alemanya. Era fill de Jean Boulle, el nom originari era  Johan Bolt . Va ser actiu durant el regnat de Lluís XIV, obtenint la qualificació d' «ebenista del rei» el 1672. Aquest mateix any va rebre del rei, per consell de Colbert, la possibilitat d'exercir la seva professió en un taller situat a prop del Louvre, que va conservar fins a la seva mort als 89 anys.
Autor de nombrosos mobles, sobretot pel Palau de Versalles, també va realitzar obres per a les corts d'Espanya i Alemanya, així com per a molts comitents privats, fossin nobles o de l'alta burgesia. Boulle va ser el creador d'una nova tècnica d'aplicació de metalls (coure, estany) sobre materials orgànics (carey, Nacre, ivori) o viceversa. Entre les obres de Boulle destaquen les dues còmodes del Trianó, a Versalles, i el rellotge de pèndol amb el Carro d'Apol·lo a Fontainebleau.
Va recopilar els seus coneixements en un tractat titulat  Nouveaux dessins de Meubles et ouvrages de bronze et de marqueterie . Boulle va deixar quatre fills que van seguir els seus passos: Jean-Philippe (1690-1745), Pierre-Benoît († 1741), Charles-André (1685-1749) i Charles-Joseph (1688-1754). Un  bureau  (escriptori) de 1710 atribuït a André-Charles Boulle, pertanyent a la col·lecció Wildenstein, va ser venut a Christie 's a Londres el 15 de desembre de 2005 per una suma de 4.321.000 euros. L'obra de Boulle es troba en llocs com el Palau de Versalles, el Castell de Chantilly, el Castell de Cheverny, el Museu del Louvre, la Wallace Collection londinenca, el Getty Center de Los Angeles i la Royal Collection de Londres.